# 신사 (존칭)
신사(紳士)는 사회적으로 높은 지위에 있는 남자를 의미하는 용어이다. 과거 영국의 사회 계층이였던 젠틀맨(Gentleman)의 번역어로 사용되었다. 그러나 현재는 남성에 대한 정중한 호칭으로도 사용되고 있다. 반의어는 숙녀(淑女)이다.
중국어에서 ‘신사’(紳士)라는 용어는 중국의 명나라와 청나라 시기에 사회의 지배층을 담당했던 사회 계층으로 이전시기의 호족이나 귀족, 사대부와는 다른 성격을 갖는다. 첫째, 범위가 명확하다. 호족의 경우 중소지주, 사대부의 경우 독서인으로 정의되지만, 대지주의 성격을 가지거나, 관료거나, 독서인이거나 등 그 범위와 한계는 명확하지 않으며 종종 다른 성격의 집단과 겹치는 경우가 있다.
일본어의 ‘신사’(紳士)는 신신 선비(縉紳の士)에서 유래하였다. 소쿠타이 범위의 고귀한 인물이라는 의미이다.

## 같이 보기
- 숙녀